# Reliance Communications
Pour les articles homonymes, voir Reliance.
Reliance Communications Limited (RCOM) était un fournisseur de réseau mobile indien dont le siège est à Navi Mumbai en Inde et qui offrait des services de voix et de données 2G et 3G.
En février 2019, l'entreprise a déposé le bilan car elle ne parvenait pas à vendre des actifs pour rembourser sa dette. Elle a une dette estimée à ₹50 000 crore de roupies contre des actifs d'une valeur de ₹18 000 crore.
Depuis mars 2020, l'entreprise a retravaillé sa stratégie et continue d'exploiter des services de données 4G, des communications fixes, des services de centres de données et des solutions d'entreprise ainsi que des réseaux de câbles sous-marins sous le nom de bannière, "Global Cloud Xchange".

## Historique
Reliance Communications a été fondée en Inde le 15 juillet 2004 sous le nom de Reliance Infocomm Limited avec l'introduction de son service CDMA2000 à l'échelle nationale. Elle est devenue Reliance Communications Limited en 2006. La société a lancé son service GSM en 2008. Elle a commencé à utiliser la technologie MIMO en 2011 pour améliorer la qualité de son service 3G, offrant un débit de données allant jusqu'à 28 Mbit/s.
Lors de la vente aux enchères du spectre en 2010, Reliance a obtenu des licences pour le spectre 3G dans trois villes, pour un montant total de ₹ 58,642.9 millions de roupies. La société a réduit le prix de son service 3G de 61 % en mai 2012.
Reliance et Lenovo ont introduit leurs smartphones Android comarqués en Inde en 2013.
L'entreprise a mis fin à ses opérations CDMA en 2016, et a fait migrer ses abonnés vers ses réseaux GSM et LTE en septembre de la même année,.

### Acquisition de MTS India et de Digicable
Le 1er juillet 2010, le conseil d'administration de Reliance Communications a confirmé l'acquisition de Digicable, le plus grand réseau câblé d'Inde, dans le cadre d'une transaction portant uniquement sur des actions. La nouvelle entité est nommée "Reliance Digicom". Elle intégrera les opérations DTH tv, IPTV et Retail Broadband de RCOM avec Digicable.
Le 14 janvier 2016, Reliance Communications a annoncé qu'elle avait acquis Sistema Shyam TeleServices Limited (SSTL, opérant sous le nom de MTS India) dans le cadre d'une transaction portant sur l'ensemble des actions. SSTL a reçu une participation de 10 pour cent dans Reliance Communications après avoir remboursé sa dette existante. Reliance Communications prendrait en charge les versements que MTS devait au gouvernement pour l'achat de fréquences, soit ₹ 392 crore de roupies par an pendant 10 ans. À la suite de l'accord, Reliance a acquis les abonnés de MTS India et le spectre de SSTL dans la bande 850 MHz.
Le régulateur antitrust indien, la Commission de la concurrence de l'Inde (Competition Commission of India ou CCI), a approuvé la fusion en février 2016, tout comme le Securities and Exchange Board of India (SEBI). Les actionnaires de SSTL ont approuvé la fusion le 18 mars 2016. À la mi-août, elle a été approuvée par les autorités fiscales et les actionnaires et créanciers de Reliance et SSTL. La fusion a été approuvée par la Haute Cour du Rajasthan le 30 septembre 2016 et par la Haute Cour de Bombay le 7 octobre 2016. En avril 2017, Reliance a licencié 600 employés pour préparer ses fusions avec MTS et Aircel
Le ministère des Télécommunications (Department of Telecommunications ou DoT) a donné l'approbation finale de la fusion le 20 octobre 2017,. Le 31 octobre 2017, Reliance Communications a annoncé que la fusion était terminée,.

### Tentative de fusion avec Aircel
En septembre 2016, Reliance Communications a annoncé qu'Aircel avait accepté une fusion,.
La société a annoncé le 15 mars 2017 que le Securities and Exchange Board of India, le Bombay Stock Exchange et le National Stock Exchange of India avaient approuvé la fusion,,. L'opération a été approuvée par la CCI le 20 mars,. Les actionnaires d'Aircel et de Reliance ont approuvé la fusion les 22 et 24 avril 2017, respectivement, et elle devait être achevée à la mi-2017.
Cependant, le 1er octobre, Reliance a laissé l'accord de fusion devenir caduc. L'opération, qui devait aider l'entreprise à rembourser ₹ 25 000 crore de dettes, a été annulée en raison de retards dus à une concurrence bien ancrée. Reliance envisageait d'autres options pour remplir ses obligations en vertu de l'accord de SDR et éviter une procédure d'insolvabilité par les banques. En raison de l'échec de la fusion d'Aircel, l'entreprise a annoncé aux employés des activités sans fil et DTH le 25 octobre 2017 qu'ils seraient licenciés à compter du 30 novembre. Le 29 décembre 2017, Reliance a interrompu les services vocaux en Inde et n'a fourni que le service de données 4G.

### Le cas Ericsson
En 2013, RCom a signé un accord pluriannuel de services gérés (managed services agreement ou MSA) avec Ericsson pour gérer les services d'un réseau filaire et sans fil de 100 000 km de fibres et d'infrastructures mobiles dans 11 cercles de télécommunications en Inde. Cet accord a donné lieu à une relation commerciale harmonieuse jusqu'en 2016, date à laquelle RCom a eu du mal à payer les sommes dues. Cela a été considéré comme un impact de Reliance Jio qui a perturbé l'industrie indienne des télécommunications avec ses prix agressifs après son lancement commercial en septembre 2016 qui a affecté tous les principaux acteurs des télécommunications.
En septembre 2017, Ericsson a résilié le MSA et s'est adressé au National Company Law Tribunal (NCLT) pour recouvrer des droits de Rs 1 100 crores de roupies En mai 2018, le NCLT a ouvert une procédure d'insolvabilité, alors même que RCom tentait de vendre des fréquences et d'autres actifs. Dans le même temps, RComm a tendu la main à Ericsson et a accepté de payer Rs 550 crores de roupies à titre de règlement avec une garantie personnelle d'Anil Ambani à la condition de retirer la procédure d'insolvabilité. La Cour suprême a examiné l'affaire en août 2018 et a ordonné à RComm de verser 550 millions de roupies à Ericsson avant le 30 septembre. RCom n'a pas respecté le paiement et a demandé une extension de 60 jours pour se conformer. Ericsson a déposé une pétition pour outrage à la Cour suprême.
En février 2019, la Cour suprême a déclaré Anil Ambani et trois autres personnes coupables d'outrage au tribunal et leur a ordonné d'effectuer des paiements avant le 19 mars. Entre-temps, Mukesh Ambani, le frère aîné d'Anil, l'a aidé avec un renflouement de 463 crores de roupies qu'il a payé juste un jour avant la date limite du 18 mars. Reliance Communications Limited a payé 550 crores de roupies à la multinationale suédoise de télécommunications et de réseaux Ericsson un jour avant la date limite de la Cour suprême, a déclaré la société dirigée par Anil Ambani dans un communiqué.

### Vente des actifs de l'entreprise
En 2020, un consortium d'entreprises a fait une offre de plus de 200 millions de dollars américains pour acheter les actifs de Reliance Communications. Parmi les membres du consortium figurent le White Lotus Group de NKV Krishna, le Reliance Group de Mukesh Ambani, Bharti Airtel, UV Asset Reconstruction (UVARCL) et Varde Partners, basé aux États-Unis.